# La Révolution
La Révolution è una serie televisiva drammatica soprannaturale francese del 2020, distribuita su Netflix. Nel gennaio 2021 la serie è stata cancellata dopo una sola stagione, pur avendo un finale aperto.

## Trama
1787. Tra la decadenza dell'Ancien Régime, Joseph Ignace Guillotin inizia ad investigare degli omicidi misteriosi. Durante le investigazioni, scopre l'esistenza del "sangue blu", un virus che si sta propagando tra l'aristocrazia locale. Il virus ha effetti devastanti: i nobili infetti si ritrovano ad attaccare e uccidere membri del "terzo stato", sconvolgendo lo status quo. Il popolo inizia a ribellarsi, creando il preludio alla Rivoluzione francese.

## Cast
- Amir El Kacem : Joseph-Ignace Guillotin
- Marilou Aussilloux - Elise de Montargis
- Doudou Masta -  Oka
- Amélia Lacquemant - Madeleine
- Lionel Erdogan - Albert Guillotin
- Julien Frison - Donatien de Montargis
- Coline Béal - Ophélie
- Isabel Aimé González-Sola - Katell
- Laurent Lucas - Charles de Montargis
- Dimitri Storoge - Edmond de Pérouse
- Gaia Weiss - Marianne[4]
- Geoffrey Carlassare – discepolo di Donatien[5]

## Episodi
| nº | Titolo originale | Titolo italiano | Regista            | Distribuzione internazionale |
| -- | ---------------- | --------------- | ------------------ | ---------------------------- |
| 1  | The Beginning    | Le origini      | Julien Trousselier | 16 ottobre 2020              |
| 2  | The Revenant     | Il redivivo     | Julien Trousselier | 16 ottobre 2020              |
| 3  | The Innocents    | Gli innocenti   | Jérémie Rozan      | 16 ottobre 2020              |
| 4  | The Executioners | I tormentatori  | Jérémie Rozan      | 16 ottobre 2020              |
| 5  | The Blue Blood   | Sangue blu      | Jérémie Rozan      | 16 ottobre 2020              |
| 6  | The Alliance     | L'alleanza      | Edouard Salier     | 16 ottobre 2020              |
| 7  | The Dilemma      | Il dilemma      | Edouard Salier     | 16 ottobre 2020              |
| 8  | The Rebellion    | La rivolta      | Edouard Salier     | 16 ottobre 2020              |

## Distribuzione
La Révolution è stata distribuita internazionalmente su Netflix a partire dal 16 ottobre 2020.

## Produzione
Le riprese sono state effettuate a Vexin, in Val-d'Oise, e a Rambouillet, nelle Yvelines, a maggio del 2019. A settembre del 2019 si sono spostate sulla Plage de la Vieille Église a Barneville-Carteret, nella Manche.